# Orange (Austrálie)
Orange je australské město ve státě Nový Jižní Wales. Město leží 254 km na západ od hlavního města Sydney.